# Mistrzostwa Polski w rugby 7 mężczyzn (2022/2023)
Mistrzostwa Polski w rugby 7 mężczyzn (2022/2023) – rozgrywki drużyn rugby 7, mające na celu wyłonienie najlepszej męskiej drużyny w Polsce w sezonie 2022/2023, organizowane przez Polski Związek Rugby; dwudziesta ósma edycja mistrzostw Polski w rugby 7 mężczyzn. Finałowy turniej mistrzostw rozegrano 15 kwietnia 2023 w Poznaniu. Tytuł mistrza Polski pierwszy raz w historii zdobył Tytan Gniezno, drugie miejsce zajął Orkan Sochaczew, a trzecie Posnania.

## Format rozgrywek
Format rozgrywek został zmieniony w porównaniu z poprzednim sezonem. Zaplanowano rozegranie dwóch turniejów eliminacyjnych i turnieju finałowego. Awans do turnieju finałowego automatycznie otrzymały najlepsze trzy drużyny z poprzedniego sezonu, natomiast pozostałych sześciu uczestników miało zostać wyłonionych na podstawie łącznej klasyfikacji z turniejów eliminacyjnych. O losach mistrzostwa Polski decydowały wyłącznie wyniki turnieju finałowego. 
Regulamin rozgrywek został zaakceptowany przez organizatora 20 sierpnia 2022. W przypadku rozgrywek grupowych podczas turnieju o kolejności w tabeli grupy decydowały liczba zdobytych punktów turniejowych (zwycięstwo – 3 punkty, remis – 2 punkty, porażka – 1 punkt, walkower – 0), a w dalszej kolejności wynik bezpośredniego spotkania, różnica pomiędzy punktami zdobytymi i straconymi, większa liczba punktów zdobytych, losowanie.
Drużyna, która zajęła pierwsze miejsce w turnieju eliminacyjnym, otrzymywała do klasyfikacji ogólnej 20 punktów, a każda kolejna o dwa punkty mniej, aż do dziewiątej – następne otrzymywały po jednym punkcie mniej. W przypadku równej liczby punktów w klasyfikacji turniejów eliminacyjnych o wyższym miejscu miała decydować liczba punktów turniejowych, a w dalszej kolejności większa liczba turniejów, w których wystąpiły drużyny, i wyższa lokata w ostatnim turnieju.
W składzie zespołu na dany turniej mogło być najwyżej trzech zawodników, którzy nie mieli statusu zawodnika polskiego. Ponadto w składzie powinien znajdować się co najmniej jeden zawodnik urodzony w 2001 lub później (w przypadku braku takiego zawodnika liczba punktów zdobytych przez drużynę do klasyfikacji generalnej miała być zmniejszona o 1).

## Turnieje eliminacyjne

### Pierwszy turniej eliminacyjny
Pierwszy turniej eliminacyjny rozegrano 15 września 2022 w Warszawie. Wzięło w nim udział siedem drużyn. Zwycięzcą został Tytan Gniezno, który w finale pokonał Skrę Warszawa 47:0, a w meczu o trzecie miejsce Juvenia Kraków zwyciężyła AZS AWF Warszawa 29:10. Najlepszym graczem turnieju uznano zawodnika zwycięskiej drużyny Jonasa Mikalčiusa.
Końcowa klasyfikacja turnieju:
| Pozycja | Drużyna                | Liczba punktów |
| ------- | ---------------------- | -------------- |
| 1.      | Tytan Gniezno          | 20             |
| 2.      | Skra Warszawa          | 18             |
| 3.      | Juvenia Kraków         | 16             |
| 4.      | AZS AWF Warszawa       | 14             |
| 5.      | Legia Warszawa         | 12             |
| 6.      | Biało-Czarni Nowy Sącz | 9              |
| 7.      | Rugby Biesal           | 8              |

### Drugi turniej eliminacyjny
Drugi turniej eliminacyjny rozegrano 19 marca 2023 we Wrocławiu. Wzięło w nim udział siedem drużyn. Zwycięzcą została Juvenia Kraków, która w finale pokonała Tytana Gniezno 26:19, a w meczu o trzecie miejsce AZS AWF Warszawa zwyciężył Biało-Czarnych Nowy Sącz 25:0 (walkowerem – drużyna z Nowego Sącza z powodu licznych urazów we wcześniejszych meczach nie skompletowała składu). Najlepszym graczem turnieju uznano zawodnika zwycięskiej drużyny Arsenija Pastiuchowa.
Końcowa klasyfikacja turnieju:
| Pozycja | Drużyna                | Liczba punktów |
| ------- | ---------------------- | -------------- |
| 1.      | Juvenia Kraków         | 20             |
| 2.      | Tytan Gniezno          | 18             |
| 3.      | AZS AWF Warszawa       | 16             |
| 4.      | Biało-Czarni Nowy Sącz | 14             |
| 5.      | Rugby Wrocław          | 12             |
| 6.      | Legia Warszawa         | 10             |
| 7.      | Rugby Biesal           | 8              |

### Łączna klasyfikacja eliminacji
Łączna klasyfikacja eliminacji:
| Pozycja | Drużyna                | Liczba punktów |
| ------- | ---------------------- | -------------- |
| 1.      | Tytan Gniezno          | 38             |
| 1.      | Juvenia Kraków         | 34             |
| 3.      | AZS AWF Warszawa       | 30             |
| 4.      | Biało-Czarni Nowy Sącz | 23             |
| 5.      | Legia Warszawa         | 22             |
| 6.      | Skra Warszawa          | 18             |
| 7.      | Rugby Biesal           | 16             |
| 8.      | Rugby Wrocław          | 12             |

## Turniej finałowy
Drugi turniej eliminacyjny rozegrano 15 kwietnia 2023 w Poznaniu. Wzięło w nim udział ostatecznie siedem drużyn – nie pojawiła się na turnieju Legia Warszawa, której mecze zweryfikowano jako walkowery. Niespodziewanym mistrzem Polski pierwszy raz w historii zdobył Tytan Gniezno – w fazie grupowej pokonał obrońców tytułu mistrzowskiego, Posnanię, a w finale wygrał z ubiegłorocznym wicemistrzem Orkanem Sochaczew 31:5. Brązowy medal zdobyła Posnania, która w meczu o trzecie miejsce wygrała z Lechią Gdańsk 26:12. Najlepszym graczem turnieju uznano zawodnika zwycięskiej drużyny Ronniego du Randta.
Wyniki spotkań w fazie grupowej:
- Posnania – Legia Warszawa 25:0 (wo.)
- Tytan Gniezno – Juvenia Kraków 36:5
- Orkan Sochaczew – Biało-Czarni Nowy Sącz 45:5
- Lechia Gdańsk – AZS AWF Warszawa 22:0
- Legia Warszawa – Juvenia Kraków 0:25 (wo.)
- Posnania – Tytan Gniezno 12:12
- Biało-Czarni Nowy Sącz – AZS AWF Warszawa 5:42
- Orkan Sochaczew – Lechia Gdańsk 28:19
- Tytan Gniezno – Legia Warszawa 25:0 (wo.)
- Juvenia Kraków – Posnania 5:26
- Lechia Gdańsk – Biało-Czarni Nowy Sącz 54:0
- AZS AWF Warszawa – Orkan Sochaczew 10:34

Wyniki spotkań w fazie finałowej
- o siódme miejsce: Biało-Czarni Nowy Sącz – Legia Warszawa 25:0 (wo.)
- o piąte miejsce: Juvenia Kraków – AZS AWF Warszawa 26:12
- o trzecie miejsce: Posnania Poznań – Lechia Gdańsk 26:12
- finał: Tytan Gniezno – Orkan Sochaczew 31:5

## Klasyfikacja końcowa mistrzostw
Końcowa klasyfikacja turnieju:
| Pozycja | Drużyna                |
| ------- | ---------------------- |
| 1.      | Tytan Gniezno          |
| 2.      | Orkan Sochaczew        |
| 3.      | Posnania               |
| 4.      | Lechia Gdańsk          |
| 5.      | Juvenia Kraków         |
| 6.      | AZS AWF Warszawa       |
| 7.      | Biało-Czarni Nowy Sącz |
| 8.      | Legia Warszawa         |
| 9.      | Skra Warszawa          |
| 10.     | Rugby Biesal           |
| 11.     | Rugby Wrocław          |